# Klaus Dylewski

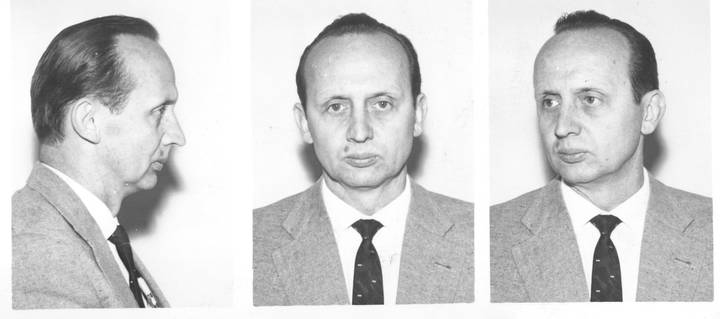
Klaus Dylewski nach seiner Haft (1959)

Klaus Dylewski (* 11. Mai 1916 in Finkenwalde; † 1. April 2012 in Hilden) war ein deutscher SS-Oberscharführer und Mitglied der Lagergestapo in Auschwitz. 

## Leben
Klaus Dylewski wurde 1916 als Sohn eines Grubenarbeiters geboren und wuchs in Oberschlesien, in der Nähe von Auschwitz (Oświęcim) auf. Dylewski besuchte in Pleß (Pszczyna) und in Nikolai (Mikołów) die Volksschule und anschließend das Gymnasium und machte 1935 sein Abitur. Im Frühjahr 1936 begann er an der Technischen Hochschule Danzig ein Studium der Flugzeugtechnik. Nach sechs Semestern wechselte er das Fach und studierte Maschinenbau. Dieses Studium schloss er auch nicht ab, sondern trat zum 1. September 1939 der SS-Heimwehr Danzig bei. Im Jahr 1939 wurde die SS-Heimwehr Danzig in die SS-Division Totenkopf eingegliedert, in der er am Angriff auf Frankreich teilnahm.

## Auschwitz
Über mehrere Zwischenstationen kam Dylewski Anfang September 1940 ins neu errichtete Konzentrationslager Auschwitz, wo er zuerst Mitglied einer Wachkompanie wurde und später wegen seiner Polnischkenntnisse als Dolmetscher und Ermittlungsbeamter in die Politische Abteilung (Lagergestapo) versetzt wurde. In dieser Funktion nahm er an Verhören, Folterungen und Erschießungen teil. Seinen Dienst im Lager durfte er zweimal für mehrere Monate unterbrechen, um sein abgebrochenes Maschinenbaustudium fortzusetzen. Während seiner Dienstzeit in Auschwitz heiratete er am 5. Mai 1943 Ruth Fey, mit der er 1944 Vater einer Tochter wurde. Ruth Fey wurde später in den Auschwitzprozessen als Zeugin verhört (die Ehe war 1953 geschieden worden). Im Frühjahr 1944 wurde er zum SS-Oberscharführer befördert und im August 1944 zum SS-Führungsstab Hersbruck bei Nürnberg versetzt, wo er als Abteilungsleiter beim Bau einer unterirdischen Motorenfabrik für Jagdflugzeuge arbeitete. Bei der Errichtung dieses Werkes kamen Häftlinge des Flossenbürger Außenlagers Hersbruck zum Einsatz.

## Kriegsende
Am Ende des Krieges tauschte Dylewski seine SS-Uniform gegen Zivilkleidung, mit der er es schaffte, nach München zu kommen. Er nahm verschiedene Hilfsarbeiten in Bayern an mit denen er unerkannt seinen Lebensunterhalt bestritt. So war er auch in einer Gärtnerei in Hamburg tätig. Im Jahr 1948 setzte er mit falschen Papieren sein Studium fort, diesmal an der Ost-Berliner Humboldt-Universität. Nach Abschluss seines Studiums war er als Gewerbelehrer in der DDR und später auch in Düsseldorf tätig. Von 1952 arbeitete er, diesmal unter seiner richtigen Identität, bis zu seiner Verhaftung im April 1959 als Sachverständiger für Werkstoffabnahme beim TÜV in Düsseldorf. Er war in den Folgejahren für teils nur wenige Monate in Untersuchungshaft, bis er wieder entlassen wurde. Nachdem er 1959 für einen Monat im Frankfurter Untersuchungsgefängnis war, war er von 1960 bis 1961 für dreieinhalb Monate in Haft. Während des Schwurgerichtsverfahrens wurde er Anfang Oktober 1964 zum dritten Mal in Haft genommen. Am 19. August 1965 wurde er im ersten Frankfurter Auschwitzprozess zu fünf Jahren Zuchthaus verurteilt, jedoch noch vor Rechtskraft des Schwurgerichtsurteils im Jahr 1968 wieder entlassen.